# Microregione di Cariri
Cariri è una microregione dello Stato del Ceará in Brasile, appartenente alla mesoregione di Sul Cearense.

## Comuni
Comprende 8 municipi:
- Barbalha
- Crato
- Jardim
- Juazeiro do Norte
- Missão Velha
- Nova Olinda
- Porteiras
- Santana do Cariri